# Дэвидсон, Джон, 2-й виконт Дэвидсон
Джон Эндрю Дэвидсон, 2-й виконт Дэвидсон (англ. Andrew Davidson, 2nd Viscount Davidson; 22 декабря 1928 — 20 июля 2012) — британский пэр и консервативный политик.

## Происхождение и образование
Родился 22 декабря 1928 года в Вестминстере. Старший сын Джона Колина Кэмпбелла Дэвидсона, 1-го виконта Дэвидсона (1889—1970), и Фрэнсис Дикинсон (1894—1985), дочери Уиллоуби Дикинсона, 1-го барона Дикинсона (1859—1943). Он получил образование в Вестминстерской школе и Пембрук-колледже в Кембридже.
С 1947 по 1949 год он служил в 3-м батальоне Чёрная стража и 5-м батальоне королевских африканских стрелков, прежде чем поступить в Пембрук-колледж в Кембридже, где он был известен своими драматическими талантами, став президентом Footlights в 1951 году . В 1960 году он начал 15-летнюю карьеру в крупном фермерском хозяйстве, в качестве директора Strutt and Parker (Farms) и Lord Rayleigh Farms. К 1965 году он вошел в совет Ассоциации землевладельцев сельской местности (ныне Ассоциация землевладельцев и бизнеса в сельской местности). В 1966 году он был назначен председателем Королевской больницы Восточных графств для умственно отсталых в Колчестере. Эту работу он считал «самой разочаровывающей» в своей жизни. Напряженность с региональным советом больницы, который в конечном итоге отвечал за больницу, достигла пика в 1971 году, якобы из-за того, как обращались с маврикийскими сотрудниками, и в марте следующего года совет уволил пять членов комитета управления.

## Политическая карьера
11 декабря 1970 года после смерти своего отца Эндрю Дэвидсон унаследовал титул 2-го виконта Дэвидсона из Литл-Гаддесдена, графство Хартфордшир, став членом Палаты лордов Великобритании.
Он служил в консервативных администрациях Маргарет Тэтчер и Джона Мейджора в качестве лорда в ожидании с 1985 по 1986 год. Живой ум и манеры победителя позволили Эндрю Дэвидсону выполнять сложные обязанности заместителя главного организатора в Палате лордов в течение шести лет, с 1986 по 1992 год. В качестве заместителя главного организатора он занимал древнюю, но чисто номинальную должность капитана йоменской гвардии. Он потерял свое место в парламенте после принятия Акта о Палате лордов 1999 года, прокомментировав: «Я продвигаюсь вперед, и, возможно, молодое поколение должно получить шанс».

## Семья
Лорд Дэвидсон был женат дважды. 30 июня 1956 года он женился первым браком на Маргарет Биргитте Нортон, дочери генерал-майора Сирила Генри Нортона. Супруги развелись в 1974 году. У них было четыре дочери:
- Достопочтенная Александра Фрэнсис Маргарет Дэвидсон (13 апреля 1957—1995)[3], в 1983 году она вышла замуж за Ричарда Джона Олдфилда, от брака с которым у неё было трое детей.
- Достопочтенная Джорджиана Кэролайн Дэвидсон (род. 16 мая 1958)[3], в 1982 году она вышла замуж за лорда Эдварда Александра Сомерсета, второго сына Дэвида Сомерсета, 11-го герцог Бофорта, от брака с которым у неё было двое дочерей.
- Достопочтенная Камилла Биргитта Дэвидсон (род. 17 февраля 1963)[3], в 1988 году она вышла замуж первым браком за Саймона Гатри Макнейра Скотта, с которым развелась в 1991 году. В 1995 году он вторично вышла замуж за Марка Гибсона, от брака с которым у неё был одна дочь.
- Достопочтенная Кристина Луиза Дэвидсон (род. 17 февраля 1963)[3].

6 июня 1975 года лорд Дэвидсон женился во второй раз на Памеле Джой Вергетте (? — 26 декабря 2006), дочери Джона Вергетта. У них не было детей.
Виконт Дэвидсон скончался 20 июля 2012 года в возрасте 83 лет. Ему наследовал его младший брат, Малкольм Уильям Маккензи Дэвидсон, 3-й виконт Дэвидсон (1934—2019).